# Ti conosco mascherina (programma televisivo)
Ti conosco mascherina è stato un programma televisivo italiano andato in onda per una sola stagione televisiva sul Programma Nazionale, il mercoledì in prima serata a partire dal 3 novembre 1955.
Si trattava di una delle prime trasmissioni di rivista della televisione italiana, nata nemmeno due anni prima, con protagonisti gli attori Alberto Bonucci, Monica Vitti, Antonella Steni e Ferruccio Amendola.
In ogni puntata, i quattro attori interpretavano dei personaggi che rappresentavano vizi e virtù dell'italiano medio, creando nel pubblico l'effetto di immedesimazione. Autori delle scenette comiche erano Carletto Manzoni, Marcello Marchesi, Vittorio Metz, Giovanni Mosca e Vincenzo Rovi.
Al termine di ogni puntata, il pubblico doveva indovinare un personaggio misterioso, esclamando "Ti conosco, mascherina!".
La regia della trasmissione, andata in onda per una sola stagione, era di Vito Molinari.